# Aulonia
Aulonia là một chi nhện trong họ Lycosidae.